# Érin
Érin település Franciaországban, Pas-de-Calais megyében. Lakosainak száma 220 fő (2022. január 1.). Érin Teneur, Humerœuille, Tilly-Capelle, Bermicourt és Fleury községekkel határos.

## Népesség
A település népességének változása:
| Lakosok száma | 197  | 218  | 233  | 234  | 239  | 245  | 237  | 228  | 220  |
|               | 2013 | 2015 | 2016 | 2017 | 2018 | 2019 | 2020 | 2021 | 2022 |